# Byun Baek-hyun
Dans ce nom coréen, le nom de famille, Byun, précède le nom personnel.
Byun Baek-hyun (coréen: 변백현; hanja: 邊伯賢) communément appelé Baekhyun (coréen: 백현; hanja: 伯賢), né le 6 mai 1992 à Bucheon, Gyeonggi en Corée du Sud, est l'un des chanteurs principaux du boys band sud-coréo-chinois EXO et le chanteur principal de son sous-groupe, EXO-K. Depuis 2019, il est le leader du groupe SuperM.

## Biographie

### Jeunesse
Baekhyun est né le 6 mai 1992 à Bucheon, dans la province de Gyeonggi en Corée du Sud. Il a un frère aîné, Byun Baek-beom qui a sept ans de plus que lui. Baekhyun a commencé à s'entraîner pour devenir un chanteur professionnel quand il avait neuf ans et a participé à de nombreux concours pour gagner de l'expérience. Il a été au lycée Jungwon à Bucheon, où il était le chanteur d'un groupe appelé « Honsusangtae ». Il a reçu des leçons de piano de Kim Hyun-woo, membre du groupe de rock sud-coréen « DickPunks ». En plus des activités musicales, il a pratiqué les arts martiaux dans sa jeunesse et est ceinture noire d'Hapkido.
Il a été repéré par un agent de la SM Entertainment alors qu'il passait l'examen d'entrée d'une grande école de musique coréenne. On lui a proposé d'intégrer le label en tant que stagiaire, ce qu'il a accepté. Avec ses partenaires de groupe Chanyeol et Suho, il est à la Cyber Université Kyung Hee et suit actuellement des cours pour le Département de l'administration des affaires culturelles et artistiques.

### 2012-2015: EXO et début de carrière
Baekhyun a été officiellement présenté comme neuvième membre d'EXO le 30 janvier 2012.
En février 2014, lui et le leader d'EXO-K, Suho sont devenus des invités réguliers dans le programme musical Inkigayo de la chaîne SBS. Ils quittent le programme en novembre 2014 pour se concentrer sur le retour à venir d'EXO. En juillet 2014, il a fait ses débuts dans une comédie musicale en jouant le rôle principal de Don Lockwood dans Singin' in the Rain, produite par SM C&C.
En avril 2015, il a sorti son premier single intitulé 두근거려 (Beautiful) pour la web-série EXO Next Door. Le thème musical principal du web-drama a pris la tête des classements sur les plateformes de téléchargement de MelOn, Genie, Olleh Music, Naver Music, Soribada et autres. C’est donc la première fois qu’un single tiré d'une bande originale d’une web-série s’empare de la tête des charts.

### 2016-2018: Carrière d'acteur et EXO-CBX

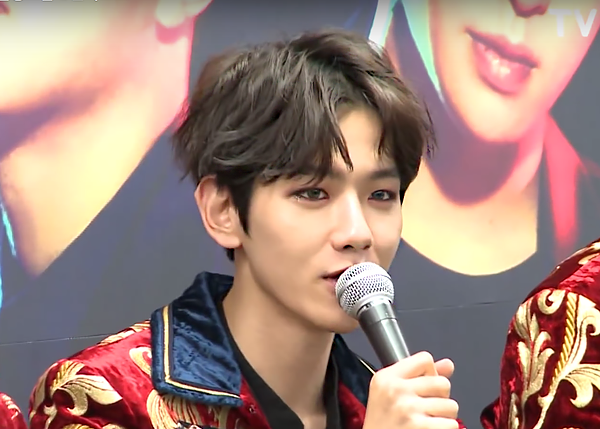
Baekhyun en mai 2017.

En janvier 2016, Baekhyun et Suzy (membre des Miss A), ont enregistré un duo intitulé "Dream". La chanson a rapidement atteint le sommet des charts quelques heures après sa sortie et plus tard s'est classée numéro un dans le Gaon Weekly Digital Chart. Elle a également remporté la première place cinq fois au total dans les programmes musicaux KBS Music Bank et Inkigayo et est resté dans le Top 100 de MelOn pendant vingt-et-une semaines. En mai 2016, Baekhyun et le chanteur sud-coréen K.Will sortent un duo intitulé "The Day" pour le projet SM Station.
En août, il a fait ses débuts sur petit écran dans la série télévisée dramatique "Moon Lovers: Scarlet Heart Ryeo" diffusée sur la chaîne SBS, c'est une adaptation sud-coréenne du roman chinois "Bu Bu Jing Xin". Il y joue le rôle secondaire du Prince Wang Eun aux côtés de Lee Joon-gi, Kang Ha-neul, Lee Ji-eun et notamment de IU,.
En octobre, SM Entertainment a annoncé qu'avec Chen et Xiumin, Baekhyun débutera dans le premier sous-groupe officiel d'EXO : EXO-CBX. Ils sont apparus pour la première fois en tant que sous-groupe le 23 octobre au Busan One Asia Festival pour l'interprétation du titre "For You" (chanson extraite du drama Moon Lovers: Scarlet Heart Ryeo de la chaîne SBS). Leur premier mini-album Hey Mama! est sorti le 31 octobre.
En novembre, il a commencé à participer au tournoi League of Legends « 2016 S.M. Super Celeb League », sponsorisé et dirigé par SM Entertainment. Lui et Heechul affrontent des joueurs professionnels mais aussi des fans de Corée du Sud et de Chine.
Le 14 février 2017, à l'occasion de la Saint-Valentin, Baekhyun a enregistré un nouveau duo, cette fois-ci avec Soyou de Sistar, "비가와 (Rain)". Le 23 mars, il a été révélé que Baekhyun sortira un single pour la saison 2 de SM Station. Le 5 avril, il a été confirmé que le single s'intitule "바래다줄게 (Take You Home)", celui-ci est sorti le 14 avril. Le 24 mai, Baekhyun et ses compères d'EXO-CBX ont sorti un second mini-album en japonais Girls.
Le 5 février 2018, pour la cérémonie d'ouverture de la 132e session du Comité international olympique (CIO), Baekhyun a chanté l'hymne national coréen au Gangneung Art Center devant le président sud-coréen Moon Jae-in et Lee Hee-beom, le président du Comité d'organisation des Jeux olympiques et paralympiques d'hiver de 2018. Le 21 juillet, il est apparu au SMTOWN COEX Artium pour célébrer les titres sorties pour le projet SM Station, et a par la suite évoqué la préparation d'un futur titre dans le cadre du projet en collaboration avec le rappeur Loco. Le 17 août, SM révèle que la chanson s'intitule "Young" et qu'elle sera disponible à partir du 31 août,.
Le 4 octobre, Billboard a annoncé que le chanteur est arrivé à la 84e place dans leur classement “Artist 100”, le plus haut classement jamais atteint par un artiste K-pop en solo. Baekhyun a connu une semaine impressionnante dans les classements Billboard car non seulement il a battu un nouveau record sur “Artist 100”, mais il a également retrouvé son précédent record de n°2 sur le dernier classement de “Social 50”,.

### 2019-2022: Carrière solo et début de Super M
Le 10 juin 2019, Star News a révélé que Baekhyun allait sortir un album solo d'ici juillet. Une source de SM Entertainment l'a par la suite confirmé. Le 20 juin, le nom du mini-album et sa date de sortie ont été révélés, l'EP s'intitule City Lights et est sorti le 10 juillet. Ce premier mini-album solo a atteint un chiffre impressionnant avant même sa sortie. Le 9 juillet, le très attendu opus avait enregistré des pré-ventes à l'ordre de 401 545 exemplaires. Au lendemain de sa sortie, il a été révélé que le mini-album avait pris la première place du Top Albums Charts de iTunes dans 66 pays différents depuis sa sortie. L'EP figure également en tête des classements d'albums physique tels que Hanteo, Synnara Record, Kyobo Hottracks, ainsi que QQ Music et KuGou Music en Chine. En l'espace d'un jour, 267 175 copies de City Lights ont été vendues selon Hanteo, faisant de Baekhyun l'artiste solo coréen de l'histoire à vendre le plus de copies d'un album en un jour, battant le précédent record de 82 514 copies en un jour détenu par Park Ji-hoon.
En Août de la même année, Baekhyun est confirmé comme nouveau membre du groupe Super M, il en est également le leader. Le groupe sort son premier Mini-album éponyme en octobre 2019.
Le 12 mars 2020, le chanteur a posté une photo d'un studio d'enregistrement sur Twitter. Interrogé par plusieurs internautes sur la plateforme sur ce qu'il était en train d'enregistrer, ce dernier a déclaré qu'il était en train de préparer son prochain album solo. Le 22 avril, OSEN a révélé que le membre d'EXO participait activement au processus de création de son nouvel opus prévu pour le mois de mai. À la suite de cette annonce, SM Entertainment a confirmé la nouvelle, annonçant également une sortie prévue pour fin mai. Le 6 mai, il a été que Baekhyun ferait son retour exactement le 25 mai avec un second mini-album intitulé Delight. Une première image teaser a également été mise en ligne par ailleurs.
Le 10 novembre, le chanteur a annoncé faire ses débuts japonais à travers un court message vidéo qui a été posté sur le compte Twitter japonais officiel d'EXO. À la suite de l'annonce, Avex Trax a révélé les pochettes de l'EP ainsi que la liste des titres. Le mini-album devrait sortir sous six versions différentes au total et porteraient son nom. Les précommandes pour la première édition limitée ont débuté le même jour.
Le 21 décembre, la plate-forme Beyond Live a annoncé que Baekhyun donnera son premier concert solo le 3 janvier 2021, intitulé Baekhyun: Light, qui sera retransmis sur cette même plate-forme à travers le monde. L'événement a attiré 110 000 spectateurs du monde entier (de 120 pays), selon SM Entertainment. L'agence a par ailleurs indiqué que le concert a été mentionné le plus fréquemment sur Twitter.
Le 4 mars 2021, les médias sud-coréens ont rapporté que le chanteur était en train de préparer son prochain album solo prévu pour une sortie fin mars. Le 10 mars, une première image teaser a été mise en ligne, on apprend par ailleurs que ce mini-album s'intitulera Bambi et sortira le 30 mars. Le jour même de sa sortie, il a été révélé que ce nouvel EP avait enregistré un record en ce qui concerne les pré-ventes, enregistrées à l'ordre de 830 392 exemplaires selon Naver.
Le 2 avril, Baekhyun a annoncé sur Lysn, qu'il entamerait son service militaire le 6 mai prochain. Il a achevé son service militaire le 5 février 2023.

### Depuis 2023: conflit avec SM Entertainment, INB100 et retour solo
Le 1er juin 2023, Baekhyun et les autres membres d'EXO CBX : Chen et Xiumin annoncent, par le biais de leurs avocats qu'ils souhaitent résilier leur contrat avec SM Entertainment, et qu'ils avaient déposé une plainte envers l'agence les accusant de leur avoir fait signer des "contrats d'esclaves", principalement sur la transparence des bénéfices, et sur la durée des contrats qui iraient jusqu'à 18 ans (au lieu de 7 traditionnellement).  
Le 19 juin, SM a annoncé que le différend contractuel avait été résolu et que le trio resterait dans l'entreprise à l'avenir.
En janvier 2024, il est annoncé que les activités des trois artistes et de la sous-unité serait gérés par l'agence INB100, crée par Baekhyun en 2023. Leurs activités de groupe en sein de EXO seront toujours gérées par la SM.
Cependant, le 10 juin 2024 à l'occasion d'une conférence, INB100 accuse SM Entertainment de voler des revenus à ses artistes et de pratiques trompeuses,. À la suite de cette déclaration, SM Entertainment dépose une plainte envers les trois membres. En réponse à cela Baekhyun, Chen et Xiumin déposent à leur tour une plainte envers la SM,.
Le 26 juin, CBX déposent une plainte contre des cadres de SM Entertainment.
À partir de mars 2024, Baekhyun entame une première tournée en solo en Asie nommée  Lonsdaleite, la première date a lieu à Séoul le 16 mars 2024.
Baekhyun sort son 4e mini-albums solo Hello World le 6 septembre 2024 avec le premier single "Pineapple Slice". L'album (au 7 novembre 2024), s'est vendu à plus d'un million d'exemplaires.

## Publicité
En mai 2017, Baekhyun a collaboré avec Montblanc pour la montre connectée de la marque via un spot publicitaire. L'année suivante, Baekhyun dévoile les premiers vêtements de sa propre marque Privé by BBH (pour "Privé by Byun Baek Hyun") qu’il a créé en collaboration avec le styliste Danyl Geneciran. Celui-ci a expliqué qu'il avait cherché quelqu'un pour collaborer avec Privé, et non pas seulement un modèle pour représenter la marque. C'est ainsi que le chanteur a rejoint la marque en 2017, avant d'en devenir aujourd’hui le co-directeur créatif. Les premiers vêtements de la marque Privé by BBH sont sortis le 1er juillet. Dans une interview avec Forbes, Baekhyun a expliqué qu'il voulait “encourager les gens à incarner l'intrépidité” lorsqu'ils portent des vêtements de sa marque.
En septembre 2020, Baekhyun a été annoncé comme ambassadeur de la marque Burberry. Il a fait la couverture du numéro d'octobre de Harper's Bazaar Korea, faisant de lui le premier artiste masculin de K-Pop à figurer en solo sur la couverture du magazine,. Baekhyun a également été nommé ambassadeur de la marque de beauté TirTir et d'aliments naturels Life Pharm,.

## Vie privée
Avec Chanyeol et Suho, membres d'Exo, Baekhyun a fréquenté la Kyung Hee Cyber University et a suivi des cours en ligne pour le Département d'administration des affaires de la culture et des arts.
Baekhyun a été en couple avec Taeyeon de Girl's Generation dès octobre 2013. ils auraient rompu en septembre 2015 à cause de leurs emplois du temps chargé, ils seraient cependant restés amis.
Le 6 mai 2021, Baekhyun s'est enrôlé dans le service militaire obligatoire de la Corée du Sud. 
Ayant reçu un diagnostic d'hypothyroïdie, il a servi comme fonctionnaire au lieu de soldat en service actif et a été libéré de son poste le 5 février 2023,.

## Discographie

### EPs
- 2019 : City Lights
- 2020 : Delight
- 2021 : Baekhyun
- 2021 : Bambi
- 2024 : Hello, World

### Singles
- 2016 : Dream
- 2018 : YOUNG

## Filmographie

### Dramas
| Année | Titre                           | Chaîne        | Rôle            | Note(s)                |
| ----- | ------------------------------- | ------------- | --------------- | ---------------------- |
| 2012  | To the Beautiful You            | SBS           | Lui-même        | Apparition ; épisode 2 |
| 2015  | EXO Next Door                   | Naver TV Cast | Baekhyun        | Rôle principal         |
| 2016  | Moon Lovers: Scarlet Heart Ryeo | SBS           | Prince Wang Eun | Rôle secondaire        |

### Émissions télévisées
| Année | Titre                             | Chaîne     | Rôle                    | Notes |
| ----- | --------------------------------- | ---------- | ----------------------- | --- |
| 2013  | Idol Star Athletics Championships | MBC        | Concurrent              | avec Chanyeol, Sehun, Tao, Luhan et Suho |
| 2013  | Star King                         | SBS        | Invité                  | avec Luhan, Sehun, Xiumin, Suho et Kai |
| 2013  | Beatles Code 2                    | Mnet       | Invité                  | avec Xiumin, Suho, Lay, D.O. et Sehun |
| 2013  | Idol Star Athletics Championships | MBC        | Concurrent              | avec Suho, Luhan, Xiumin, Sehun, Kris, Kai et Tao |
| 2013  | Music Bank                        | KBS        | Présentateur            | avec Chanyeol le 7 juin 2013, le 23 août 2013 et le 6 septembre 2013 |
| 2013  | Three Turns                       | MBC        | Invité                  | avec Suho |
| 2013  | Three Turns                       | MBC        | Invité                  | avec Luhan |
| 2013  | Super Hit                         | Mnet       | Invité                  | avec Lay, D.O., Chen et Luhan |
| 2014  | Roommate                          | SBS        | Invité                  | Épisode 13 |
| 2014  | Inkigayo                          | SBS        | Présentateur principal  | avec Suho du 2 février 2014 au 9 novembre 2014 |
| 2015  | Idol Star Athletics Championships | MBC        | Invité                  | avec Suho |
| 2015  | Hello Counselor                   | KBS        | Invité                  | Épisode 220 avec Chanyeol et Chen |
| 2015  | The Return of Superman            | KBS        | Invité                  | Épisode 79 avec Chanyeol |
| 2015  | After School Club                 | Arirang TV | Invité                  | Épisode 165 avec Kai |
| 2015  | The Capable Ones                  | MBC        | Présentateur            | Épisode 1 |
| 2015  | Cool Kiz on the Block             | KBS 2TV    | Invité spécial          | Épisode 128 |
| 2015  | Naked 4 Show                      | Mnet       | Parle avec Kim Hee-chul | Épisode 128 |
| 2016  | Fantastic Duo                     | KBS        | Invité                  | Épisodes 3 & 4 avec Chanyeol, D.O., Suho, Xiumin et Chen |
| 2016  | Cool Kiz On The Block 阳光艺体能  | HBTV       | Invité                  | avec Chanyeol, Suho, Xiumin, Chen et D.O. |
| 2016  | Inkigayo                          | SBS        | Présentateur            | avec Suho le 12 juin 2016 |
| 2016  | Idol Chef King                    | MBC        | Concurrent              | avec Suho |
| 2016  | SBS Gayo Daejun 2016              | SBS        | Présentateur            | aux côtés de Yuri (Girls' Generation) et de You Hee-Yeol le 26 décembre 2016 |
| 2017  | Master Key                        | SBS        | Participant             | Episode 1 avec Lee Soo-geun Jun Hyun-moo Park Sung-kwang, Jinyoung (B1A4), Baekhyun (EXO), Kang Daniel (Wanna One), Jo Bo-ah Jun Hyun-moo, Kim Jong-min, Henry, Ong Seong-wu (Wanna One), Cha Eun-woo (ASTRO), Kang Han-na |

### Émissions de radio
| Année | Titre                       | Chaîne          | Rôle   | Notes                                                 |
| ----- | --------------------------- | --------------- | ------ | ----------------------------------------------------- |
| 2013  | SoundK                      | Arirang Radio   | Invité | avec Chen, Kris et Suho                               |
| 2013  | Sukira Kiss the Radio       | KBS Cool FM     | Invité | avec Lay, D.O., Chen et Chanyeol                      |
| 2013  | Sukira Kiss the Radio       | KBS Cool FM     | Invité | avec Chen                                             |
| 2013  | Cultwo Show                 | SBS Power FM    | Invité | avec Lay, D.O., Kris, Chanyeol, Suho, Xiumin et Kai   |
| 2013  | Sukira Kiss the Radio       | KBS Cool FM     | Invité | avec Chen                                             |
| 2013  | Lee Sora's Gayo Plaza Radio | KBS Cool FM     | Invité | avec D.O. et Chen                                     |
| 2013  | K.Will's Youngstreet        | SBS Power FM    | Invité | avec D.O. et Chen                                     |
| 2014  | Sukira Kiss the Radio       | KBS Cool FM     | Invité | avec Kim Hee-chul                                     |
| 2015  | Cultwo Show                 | SBS Power FM    | Invité | avec Sehun, D.O., Chen, Chanyeol, Suho, Xiumin et Kai |
| 2015  | Noon Song of Hope           | MBC Standard FM | Invité | avec Xiumin et Kai                                    |

### Clips musicaux
| Année | Titre                        | Artiste               |
| ----- | ---------------------------- | --------------------- |
| 2012  | "Twinkle"                    | Girls' Generation-TTS |
| 2012  | "Dear My Family"             | SM Town               |
| 2015  | "두근거려 (Beautiful)"       | Baekhyun              |
| 2016  | "Dream"                      | Suzy                  |
| 2016  | "The Day"                    | K.Will                |
| 2017  | "비가와 (Rain)"              | Soyou                 |
| 2017  | "바래다줄게 (Take You Home)" | Baekhyun              |

### Comédies musicales
| Année | Titre               | Rôle         | Note(s)        |
| ----- | ------------------- | ------------ | -------------- |
| 2014  | Singin' in the Rain | Don Lockwood | Rôle principal |

## Récompenses et nominations
| Titre                            | Année | Catégorie                                                   | Travail nommé                   | Résultat   |
| -------------------------------- | ----- | ----------------------------------------------------------- | ------------------------------- | ---------- |
| YinYueTai V-Chart Awards         | 2017  | Most Popular Singer (Corée du Sud)                          | Baekhyun                        | Lauréat    |
| Seoul International Drama Awards | 2021  | Excellent Korean Drama OST                                  | "Happy"                         | Nomination |
| Soompi Awards                    | 2017  | Best Idol                                                   | Baekhyun                        | Lauréat    |
| Soompi Awards                    | 2017  | Best collaboration                                          | "Dream"                         | Lauréat    |
| Soompi Awards                    | 2018  | Best male solo                                              | Baekhyun                        | Lauréat    |
| Soompi Awards                    | 2018  | Best Collaboration                                          | "Rain"                          | Nomination |
| Seoul Music Awards               | 2020  | Bonsang                                                     | Baekhyun                        | Nomination |
| Seoul Music Awards               | 2020  | Popularity Awards                                           | Baekhyun                        | Nomination |
| Seoul Music Awards               | 2020  | The K-wave Special Award                                    | Baekhyun                        | Nomination |
| Seoul Music Awards               | 2021  | Bonsang                                                     | Baekhyun                        | Nomination |
| Seoul Music Awards               | 2021  | Popularity Awards                                           | Baekhyun                        | Nomination |
| Seoul Music Awards               | 2021  | The K-wave Special Award                                    | Baekhyun                        | Nomination |
| Seoul Music Awards               | 2021  | R&B Hip Hop Award                                           | Delight                         | Nomination |
| Seoul Music Awards               | 2021  | OST Award                                                   | "My Love"                       | Nomination |
| Seoul Music Awards               | 2022  | Bonsang                                                     | Baekhyun                        | Nomination |
| Seoul Music Awards               | 2022  | Popularity Award                                            | Baekhyun                        | Nomination |
| Seoul Music Awards               | 2022  | The K-wave Special Award                                    | Baekhyun                        | Nomination |
| Seoul Music Awards               | 2023  | OST Award                                                   | Baekhyun                        | Lauréat    |
| Asia Artist Awards               | 2016  | Popularity Award (Acteur)                                   | Baekhyun                        | Lauréat    |
| Asia Artist Awards               | 2016  | Best Rookie Award                                           | Moon Lovers: Scarlet Heart Ryeo | Nomination |
| Asia Artist Awards               | 2018  | Popularity Awards, (acteur)                                 | Baekhyun                        | Nomination |
| Asian Pop Artist Awards          | 2020  | Best Male Artist Awards (Overseas)                          | Baekhyun                        | Lauréat    |
| Asian Pop Artist Awards          | 2021  | Best Male Artist Awards (Overseas)                          | Baekhyun                        | Nomination |
| Asian Pop Artist Awards          | 2021  | Best Dance Performance (Overseas)                           | Bambi                           | Nomination |
| Asian Pop Artist Awards          | 2021  | People's Choice Award (Overseas)                            | Bambi                           | Lauréat    |
| Asian Pop Artist Awards          | 2021  | Top 20 Albums of the Year (Overseas)                        | Bambi                           | Lauréat    |
| Asian Pop Artist Awards          | 2021  | Best Album of the Year (Overseas)                           | Bambi                           | Nomination |
| Asian Pop Artist Awards          | 2021  | Top 20 Songs of the Year (Overseas)                         | "Bambi"                         | Lauréat    |
| Asian Pop Artist Awards          | 2021  | Song of the Year (Overseas)                                 | "Bambi"                         | Nomination |
| Asian Pop Artist Awards          | 2021  | Best OST (Overseas)                                         | "U"                             | Lauréat    |
| Asian Pop Artist Awards          | 2021  | Best Collaboration (Overseas)                               | "When Dawn Comes Again"         | Nomination |
| Asian Pop Artist Awards          | 2024  | Best Male Artist Awards (Overseas)                          | Baekhyun                        | Nomination |
| Asian Pop Artist Awards          | 2024  | Best Music Video (Overseas)                                 | "Pineapple Slice"               | Nomination |
| Asian Pop Artist Awards          | 2024  | Top 20 Albums of the Year (Overseas)                        | Hello, World                    | Lauréat    |
| Brand Customer Loyalty Awards    | 2021  | Male Solo Singer                                            | Baekhyun                        | Nomination |
| Brand of the Year Awards         | 2020  | Male Artist of the Year                                     | Baekhyun                        | Nomination |
| Fandom School Awards             | 2017  | Individual Popularity Award                                 | Baekhyun                        | Lauréat    |
| MAMA Awards                      | 2016  | Best Collaboration (avec Suzy)                              | "Dream"                         | Lauréat    |
| MAMA Awards                      | 2016  | Song of the Year (avec Suzy)                                | "Dream"                         | Nomination |
| MAMA Awards                      | 2017  | Best Collaboration (avec Soyou)                             | "Rain"                          | Nomination |
| MAMA Awards                      | 2017  | Song of the Year (avec Soyou)                               | "Rain"                          | Nomination |
| MAMA Awards                      | 2019  | Best Male Artist                                            | Baekhyun                        | Lauréat    |
| MAMA Awards                      | 2019  | Artist of the Year                                          | Baekhyun                        | Nomination |
| MAMA Awards                      | 2020  | Best Male Artist                                            | Baekhyun                        | Lauréat    |
| MAMA Awards                      | 2020  | Artist of the Year                                          | Baekhyun                        | Lauréat    |
| MAMA Awards                      | 2020  | Best Vocal Performance – Solo                               | "Candy"                         | Nomination |
| MAMA Awards                      | 2020  | Song of the Year                                            | "Candy"                         | Nomination |
| MAMA Awards                      | 2020  | Album of th Year                                            | Delight                         | Nomination |
| MAMA Awards                      | 2020  | Best Collaboration (avec Bolbbalgan4)                       | "Leo"                           | Nomination |
| MAMA Awards                      | 2020  | Song of the Year (avec Bolbbalgan4)                         | "Leo"                           | Nomination |
| MAMA Awards                      | 2021  | Best Male Artist                                            | Baekhyun                        | Lauréat    |
| MAMA Awards                      | 2021  | Artist of the Year                                          | Baekhyun                        | Nomination |
| MAMA Awards                      | 2021  | Album of th Year                                            | Bambi                           | Nomination |
| MAMA Awards                      | 2021  | Song of the Year                                            | "Bambi"                         | Nomination |
| MAMA Awards                      | 2021  | Best Vocal Performance – Solo                               | "Bambi"                         | Nomination |
| MAMA Awards                      | 2024  | Album of the Years                                          | Hello, World                    | Nomination |
| MAMA Awards                      | 2024  | Artist of the Year                                          | Baekhyun                        | Nomination |
| MAMA Awards                      | 2024  | Best Male Artist                                            | Baekhyun                        | Nomination |
| MAMA Awards                      | 2024  | Worldwide Fans' Choice Top 10                               | Baekhyun                        | Nomination |
| MelOn Music Awards               | 2016  | Best R&B / Soul (avec Suzy)                                 | "Dream"                         | Lauréat    |
| MelOn Music Awards               | 2016  | Song of the Year (avec Suzy)                                | "Dream"                         | Nomination |
| MelOn Music Awards               | 2018  | Hot Trend Award (avec Loco)                                 | "Young"                         | Nomination |
| MelOn Music Awards               | 2018  | Top 10 Artist                                               | EXO-CBX                         | Nomination |
| MelOn Music Awards               | 2020  | Top 10 Artist                                               | Baekhyun                        | Lauréat    |
| MelOn Music Awards               | 2020  | Artist of the Year                                          | Baekhyun                        | Nomination |
| MelOn Music Awards               | 2020  | Album of the Years                                          | Delight                         | Nomination |
| MelOn Music Awards               | 2020  | Best R&B/Soul Award                                         | "Candy"                         | Nomination |
| MelOn Music Awards               | 2020  | Netizen Popularity Award                                    | Baekhyun                        | Nomination |
| MelOn Music Awards               | 2020  | Best Indie Award (avec Bolbbalgan4)                         | "Leo"                           | Lauréat    |
| MelOn Music Awards               | 2021  | Top 10 Artist                                               | Baekhyun                        | Nomination |
| MelOn Music Awards               | 2024  | Million Top 10                                              | Hello, World                    | Nomination |
| Korean Music Awards              | 2021  | Best Pop Album                                              | Delight                         | Nomination |
| SBS Drama Awards                 | 2017  | New Star Award                                              | Moon Lovers: Scarlet Heart Ryeo | Lauréat    |
| Golden Disk Awards               | 2016  | Digital Daesang (avec Suzy)                                 | "Dream"                         | Nomination |
| Golden Disk Awards               | 2016  | Digital Bonsang (avec Suzy)                                 | "Dream"                         | Lauréat    |
| Golden Disk Awards               | 2016  | Asian Choice Popularity Award (avec Suzy)                   | "Dream"                         | Lauréat    |
| Golden Disk Awards               | 2019  | Album Bonsang                                               | City Light                      | Lauréat    |
| Golden Disk Awards               | 2019  | Album Daesang                                               | City Light                      | Nomination |
| Golden Disk Awards               | 2020  | Album Bonsang                                               | Delight                         | Lauréat    |
| Golden Disk Awards               | 2020  | Album Daesang                                               | Delight                         | Nomination |
| Golden Disk Awards               | 2020  | Digital Song Bonsang (avec Bolbbalgan4)                     | "Leo"                           | Nomination |
| Hanteo Music Awards              | 2021  | Initial Chodong Record Award                                | Baekhyun                        | Lauréat    |
| Hanteo Music Awards              | 2021  | Artist Award – Male Solo (Top 3)                            | Baekhyun                        | Lauréat    |
| Circle Chart Music Awards        | 2017  | Song of the Year (Digital) – January (avec Suzy)            | "Dream"                         | Nomination |
| Circle Chart Music Awards        | 2019  | Album of the Year – 3rd Quarter                             | City Light                      | Nomination |
| Circle Chart Music Awards        | 2020  | Artist of the Year – Digital Music (May)                    | "Candy"                         | Nomination |
| Circle Chart Music Awards        | 2020  | Artist of the Year – Digital Music (May) (avec Bolbbalgan4) | "Leo"                           | Nomination |
| Circle Chart Music Awards        | 2020  | Artist of the Year – Physical (2nd Quarter)                 | Delight                         | Lauréat    |
| Circle Chart Music Awards        | 2020  | MuBeat Global Choice Award (Male)                           | Baekhyun                        | Nomination |
| Circle Chart Music Awards        | 2021  | Artist of the Year – Physical (2nd Quarter)                 | Bambi                           | Nomination |
| Genie Music Awards               | 2020  | Artist of the Year                                          | Baekhyun                        | Nomination |
| Baeksang Arts Awards             | 2017  | Most Popular Actor (TV)                                     | Moon Lovers: Scarlet Heart Ryeo | Nomination |
| APAN Star Awards                 | 2020  | Best OST                                                    | "My Love"                       | Nomination |

### Emissions musicales
| Chanson | Programme        | Date            |
| ------- | ---------------- | --------------- |
| "Dream" | Music Bank (KBS) | 15 janvier 2016 |
| "Dream" | Music Bank (KBS) | 22 janvier 2016 |
| "Dream" | Inkigayo (Mnet)  | 17 janvier 2016 |
| "Dream" | Inkigayo (Mnet)  | 24 janvier 2016 |
| "Dream" | Inkigayo (Mnet)  | 30 janvier 2016 |